# Innovation en santé
L'innovation en santé est toute démarche novatrice permettant d’agir sur cet état (ou ses déterminants), en prévenant son altération, en le restaurant ou en l’améliorant est considérée comme une innovation en santé. C’est-à-dire une démarche qui apporte un bénéfice à la personne. 
L’innovation en santé ne se limite donc pas à l’allongement de la survie grâce à un traitement, sans se préoccuper de la qualité de vie des personnes. D’autant plus que cette dernière est multifactorielle. Depuis 1946, l’OMS définit en effet la santé comme un état de complet de bien-être physique, mental et social et pas seulement une absence de maladie ou d’infirmité.

## Une notion encore mal définie
Distincte de la notion de progrès, l’innovation est l’art d’intégrer le meilleur état des connaissances à un moment donné dans un produit ou un service, pour répondre à un besoin. C’est sa finalité qui fait son intérêt.
L’innovation en santé peut intervenir dans un vaste champ allant des dispositifs médicaux aux médicaments en passant par l’hygiène, l’agriculture, l’alimentation, l’environnement, la cosmétique et, depuis quelques années, les nouvelles technologies de l’information et de la communication. Dans son rapport sur La santé, bien commun de la société numérique, le Conseil national du numérique montre que l'innovation numérique en santé a un caractère multidimensionnel : technologique, organisationnelle, d'usage, de modèles économiques.
Aujourd’hui, ces démarches novatrices apparaissent le plus souvent dans les domaines scientifique, médical, organisationnel et social. Elles peuvent se traduire aussi bien par l’offre d’un nouveau produit ou service, par la mise en œuvre d’une nouvelle technologie, le déploiement d’une nouvelle pratique professionnelle, ou bien encore de nouveaux partenariats. Ainsi, l’innovation en santé peut-elle être considérée comme la convergence de l’innovation thérapeutique, de l’innovation des pratiques médicales, de l’innovation technologique et de l’innovation organisationnelle.

### Une innovation essentiellement centrée sur la médecine
Le médicament a été indéniablement l’un des principaux facteurs de l’innovation en santé. Il a été rejoint, au cours des dernières années, par les avancées scientifiques et technologiques considérables qui ont apporté de nouveaux outils et de nouveaux concepts au service de la santé (séquençage du génome humain, étude du polymorphisme des gènes, pharmacogénomique, imagerie fonctionnelle, nanotechnologies, technologies de l’information et de la communication). Avec de nouvelles perspectives en prévention, diagnostic, thérapeutique (médecine prédictive, thérapie cellulaire et tissulaire, etc.), la médecine est de plus en plus personnalisée, voire individualisée, centrée sur le patient et organisée autour de lui. La prescription se fera de plus en plus en fonction du contexte génétique et environnemental de chacun, et sera adaptée en continu grâce au suivi de biomarqueurs et à la télésanté,. C’est la lecture qui a été retenue à la fois par le Comité stratégique de filière Industries et technologies de santé, par le Comité stratégique des industries de santé et par le Medef,.
Dans les autres domaines précités tels que l’hygiène ou l’environnement, les nouveautés qui tendent à favoriser l’absence de maladie ou d’infirmité sont peu souvent rattachées à l’innovation en santé en tant que telle.

### Un droit pour tous
La possession du meilleur état de santé qu’il est capable d’atteindre constitue l’un des droits fondamentaux de tout être humain, quelles que soient sa race, sa religion, ses opinions politiques, sa condition économique ou sociale. Une innovation en santé s’impose donc d’emblée au niveau mondial : elle ne se raisonne pas à une échelle nationale et nécessite la prise en compte de son impact sur le reste du monde et, en particulier, les pays à faibles revenus,.
Des initiatives mondiales en témoignent : GAVI pour la vaccination, le Groupe d'intérêt public Ensemble pour une solidarité thérapeutique hospitalière en réseau (GIP Esther) ou Unitaid pour financer la lutte contre le VIH/SIDA, le paludisme et la tuberculose.

## Un enjeu pour nos sociétés
Apporter de la nouveauté pertinente en santé n’est pas facile compte tenu des contraintes de financement, de la complexité organisationnelle ou encore des enjeux de société et éthiques qu’elle peut créer.
Comme le précise Louise Potvin, c’est la reconnaissance de l’innovation qui soutient le potentiel de changement, car l’innovation ne se mesure pas à l’aune d’indicateurs de santé mais se construit sur l’environnement social et la remise en question permanente des pratiques.
Une innovation ne se décrète pas, ne se planifie pas mais se constate par le succès qu’elle rencontre ; c’est l’usage qui en fait une innovation dans un contexte de rupture par rapport à une situation antérieure. L’innovation en santé est ainsi dépendante des politiques qui s’interrogent sur son coût, sa mise en œuvre et son acceptation par la société.

### Une démarche responsable
L'innovation responsable en santé est définie comme .

### Une démarche d’adaptation
L’innovation en santé est, par conséquent, une démarche d’adaptation face à :
- un secteur confronté à une explosion des connaissances en sciences biomédicales, l’essor de certaines technologies telles que le séquençage des gènes ;
- un système de santé en recherche d’efficacité et d’efficience, une médecine qui change, des technologies qui évoluent et des attentes de patients plus fortement exprimées et alimentées par un accès large à l’information ;
- un secteur devant intégrer la révolution digitale et celle de la gestion massive des données.

### Une démarche d’évaluation et d’acceptation
Comme toute innovation, l’innovation en santé comporte des risques, c’est pourquoi il faut en permanence l’évaluer et s’assurer que la société est prête à l’assumer, même si cette innovation porte en elle une capacité à sauver des vies. Le refus de l’innovation pouvant s’avérer dangereux pour les populations, comme le montre, par exemple, la résurgence de certaines maladies mortelles, telles que la rougeole ou le tétanos, consécutive au rejet de la vaccination,.
Mary Warnock résumait, à ce sujet, les principaux problèmes moraux soulevés par les innovations en santé en une question : « Devons-nous faire tout ce nous savons faire ? ». Car les nouveautés en santé posent la question du poids du bénéfice individuel par rapport au bénéfice collectif. Contrairement à d’autres domaines, elles doivent répondre à des critères spécifiques et sont jugées sur ce qu’elles apportent (effet recherché) et sur ce qu’elles n’apportent pas (effet indésirable). C’est le rôle d’un certain nombre d’autorités et d’agences sanitaires (HAS, Anses, ANSM, etc.)
La transformation numérique soulève de nouveaux enjeux pour réguler l'innovation en santé. Si les cycles courts de l’innovation et l'évolution rapide des usages supposent de privilégier une application plus pragmatique du principe de précaution, il ne s’agit pas pour autant de dégrader le niveau de protection des individus. Le Conseil national du numérique rappelle dans son rapport sur La santé, bien commun de la société numérique qu'il est de la responsabilité de la puissance publique d’organiser le débat collectif qui permettra de tracer des lignes rouges, et de créer les instruments garantissant qu’elles ne soient jamais franchies. Il recommande d'adopter des procédures pragmatiques de régulation du marché de la santé connectée, en phase avec les cycles courts de l’innovation : rééquilibrer la pratique d’un contrôle a priori intense au profit d’une veille sanitaire et d’un contrôle a posteriori renforcés, améliorer la coordination entre les différents acteurs des processus de régulation afin de faciliter les démarches des entreprises, dans une logique de guichet unique et encourager le développement de pratiques de fast tracks pour le traitement des dossiers.

## Investissement et croissance

### Un enjeu public et privé
L’innovation en santé est largement stimulée par la recherche publique et privée. En France, un ensemble cohérent de mesures d’incitation à l’investissement en Recherche & Développement (R&D) et de soutien à l’innovation a été instauré ou renforcé récemment, en particulier le crédit impôt recherche qui incite les entreprises ayant des dépenses de R&D à les augmenter.
Si aucune étude n’a été menée spécifiquement sur l’innovation dans le secteur de la santé, plusieurs éléments tendent à montrer que, sur ce secteur également, les résultats en France ne sont pas satisfaisants. Si la France a produit des innovations significatives ces dix dernières années – par exemple, la resynchronisation cardiaque ou les valves percutanées – il n’y a pas eu d’émergence sur le sol français d’une nouvelle entreprise de taille mondiale dans ce secteur. Aucune « biotech » ou « medtech » française n’est devenue un acteur de premier plan permettant de renforcer les structures de nos écosystèmes d’innovation.
On peut cependant noter que l’existence de laboratoires d’idées publics et privés destinés à identifier et/ou faire émerger de nouveaux projets d’innovation en santé en France : observatoire régional de l’innovation en santé (Oris) mis en place en 2014 par l’ARS Aquitaine, think tank innovation du LIR, ainsi que l’existence d’un pôle de compétitivité dédié, Medicen Paris Région ou Alsace BioValley.

### Un enjeu collectif
Innover en santé c’est également sortir des logiques corporatistes car les champs de progrès se trouvent fréquemment aux interfaces de plusieurs métiers et disciplines. C’est dans ce seul contexte que l’on sera en mesure de réduire les coûts et de déployer réellement une médecine personnalisée,.

### Un facteur de croissance
L’innovation en santé, assise sur le progrès des connaissances, est également devenue l’un des éléments clés du développement économique. Le travail d’Aghion, Howitt et Murtin a montré que la santé est facteur de croissance économique : un individu en meilleure santé est en effet plus productif car moins souvent absent, moins faible, avec de meilleures capacités cognitives et donc d’absorption de savoir nouveau.
Autrement dit, si l’innovation en santé constitue également un atout qualitatif par l’amélioration du mode et du niveau de vie qu’elle apporte3, elle crée aussi de la valeur et du potentiel de croissance à long terme d’un pays.